# Охремково
Охремково — деревня в Кирилловском районе Вологодской области.
Входит в состав Талицкого сельского поселения, с точки зрения административно-территориального деления — в Колкачский сельсовет.
Расстояние до районного центра Кириллова по автодороге — 47,7 км, до центра муниципального образования Талиц по прямой — 13 км. Ближайшие населённые пункты — Лыткино, Юркино, Семково, Погорелка, Павлоково, Игнатьево.
По переписи 2002 года население — 1 человек.